# Fontaine (Isère)
Fontaine és un municipi francès del departament de la Isèra (regió d'Alvèrnia-Roine-Alps). L'any 2006 tenia 23.300 habitants.